# Arcuatopterus
Arcuatopterus es un género de plantas  pertenecientes a la familia  Apiaceae. Comprende 6 especies descritas y de estas, solo 5 aceptadas. Es originario de China.

## Taxonomía
El género fue descrito por M.L.Sheh & Shan y publicado en Bulletin of Botanical Research 6(4): 11–12. 1986. La especie tipo es: Arcuatopterus filipedicellus M.L. Sheh & Shan.  	

## Especies
A continuación se brinda un listado de las especies del género Arcuatopterus aceptadas hasta julio de 2013, ordenadas alfabéticamente. Para cada una se indica el nombre binomial seguido del autor, abreviado según las convenciones y usos.
- Arcuatopterus harae (Pimenov) Pimenov & Ostr.
- Arcuatopterus linearifolius M.I.Sheh & R.H.Shan
- Arcuatopterus ramosissimus (DC.) Pimenov & Ostr.
- Arcuatopterus sikkimensis (C.B.Clarke) Pimenov & Ostr.
- Arcuatopterus thalictrioideus M.I.Sheh & R.H.Shan